# Bejt Ezra
Bejt Ezra (hebrejsky בֵּית עֶזְרָא, doslova „Dům Ezry“, v oficiálním přepisu do angličtiny Bet Ezra, přepisováno též Beit Ezra) je vesnice typu mošav v Izraeli, v Jižním distriktu, v Oblastní radě Be'er Tuvja.

## Geografie
Leží v nadmořské výšce 52 metrů v pobřežní nížině, v regionu Šefela.
Obec se nachází 5 kilometrů od břehu Středozemního moře, cca 39 kilometrů jihojihozápadně od centra Tel Avivu, cca 55 kilometrů jihozápadně od historického jádra Jeruzalému a 7 kilometrů jižně od Ašdodu. Bejt Ezra obývají Židé, přičemž osídlení v tomto regionu je etnicky převážně židovské.
V obci existuje i karaitská (karaimská) komunita s vlastní malou synagogou.
Bejt Ezra je na dopravní síť napojen pomocí dálnice číslo 4. Podél ní probíhá železniční trať z Tel Avivu do Aškelonu, která zde ale nemá stanici.

## Dějiny
Bejt Ezra byl založen v roce 1950. Novověké židovské osidlování této lokality začalo po válce za nezávislost, kdy v roce 1948 tuto oblast ovládla izraelská armáda a došlo k vysídlení většiny arabské populace v tomto regionu.
Zakladateli mošavu byla skupina Židů z Iráku, kteří se zde usadili 31. března 1950. Šlo o první zemědělskou osadu zřízenou v Izraeli iráckými přistěhovalci. 5. července 1950 začala výstavba trvalých domů. Postupně se populace rozrostla o židovské přistěhovalce z Maroka. V roce 1992 proběhla stavební expanze vesnice určená pro mladou generaci místních usedlíků. Místní ekonomika je založena na zemědělství. Fungují tu sportovní areály, mateřské školy, společenské centrum a obchod.
Zpočátku se nová osada nazývala Ašdod Alef (אשדוד א). Nynější jméno odkazuje na biblického Ezdráše, který žil na území nynějšího Iráku.

## Demografie
Podle údajů z roku 2014 tvořili naprostou většinu obyvatel v Bejt Ezra Židé (včetně statistické kategorie "ostatní", která zahrnuje nearabské obyvatele židovského původu ale bez formální příslušnosti k židovskému náboženství).
Jde o menší obec vesnického typu s dlouhodobě rostoucí populací. K 31. prosinci 2014 zde žilo 1103 lidí. Během roku 2014 populace stoupla o 0,8 %.
| Rok            | 1961 | 1972 | 1983 | 1995 | 2001 | 2003 | 2004 | 2005 | 2006 | 2007 | 2008 | 2009 | 2010 | 2011 | 2012 | 2013 | 2014 |
| -------------- | ---- | ---- | ---- | ---- | ---- | ---- | ---- | ---- | ---- | ---- | ---- | ---- | ---- | ---- | ---- | ---- | ---- |
| Počet obyvatel | 489  | 548  | 464  | 605  | 855  | 907  | 918  | 930  | 962  | 961  | 994  | 977  | 1029 | 1035 | 1071 | 1094 | 1103 |